# Kupařovice
Kupařovice (in tedesco Kuprowitz) è un comune della Repubblica Ceca facente parte del distretto di Brno-venkov, in Moravia Meridionale.